# Příběh Pražského hradu

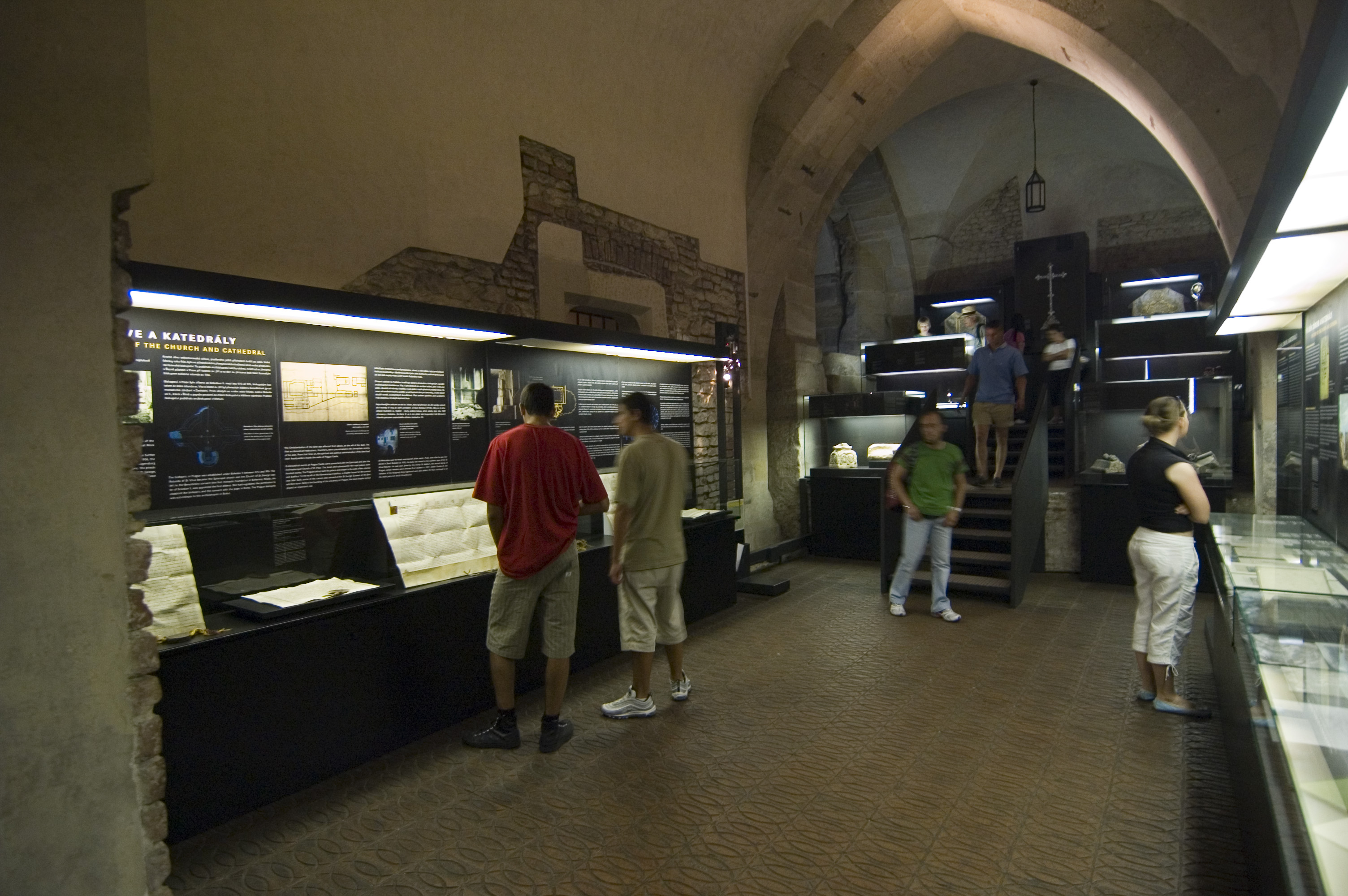
Expozice

Příběh Pražského hradu (anglicky The Story of Prague Castle) je název stálé expozice, která byla v roce 2004 otevřena v prostorech gotického podlaží Starého královského paláce na Pražském hradě. Stálá výstava má za cíl seznámit domácí i zahraniční návštěvníky s tisíciletou historií Pražského hradu jako místa, v němž se tvořily dějiny české státnosti.

## Expozice

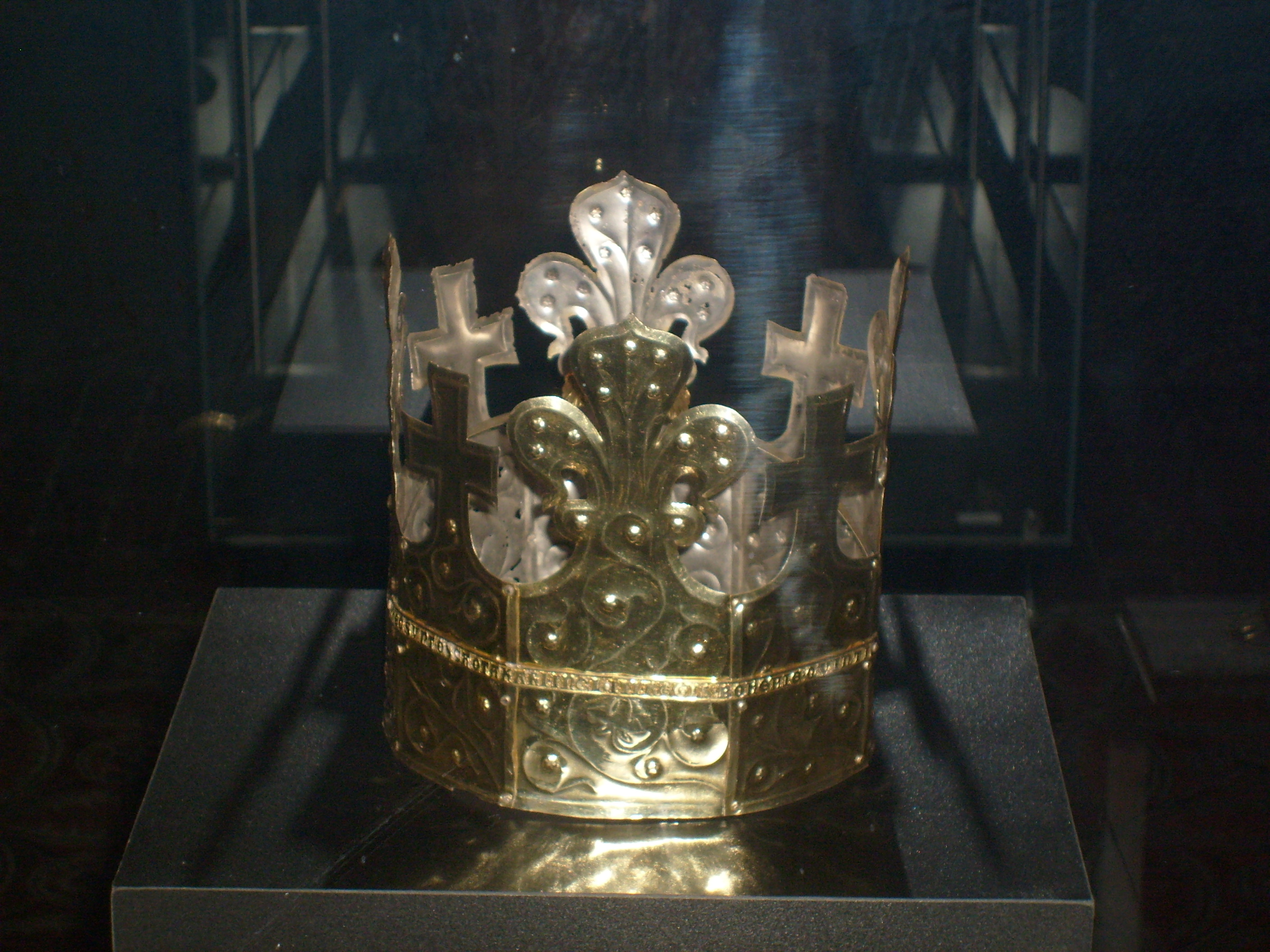
Pohřební koruna Přemysla Otakara II.

Výstava zachycuje každodenní život na Pražském hradě a nezaměřuje se jen na české panovníky a prezidenty, ale i na další obyvatele hradu, mezi něž patřili kromě šlechticů a dvořanu i umělci, stavitelé, architekti, řemeslníci, duchovenstvo nebo služebnictvo. V expozici jsou vystaveny originální památky ze sbírek Pražského hradu, doplněné texty na panelech i detailními popisky exponátů v českém i anglickém jazyce. Mezi exponáty patří mimo jiné mnoho archeologických nálezů z nejstarších dob existence lidského osídlení, zbroj a helma svatého Václava z 10. století (pocházející ze svatovítského chrámového pokladu), nebo pohřební výbavy z hrobů českých králů, včetně pohřebních korun Přemysla Otakara II. a Rudolfa I. Součástí expozice jsou i různé modely, zachycující jednotlivé hradní objekty či stav stavebního vývoje Pražského hradu v různých historických obdobích.

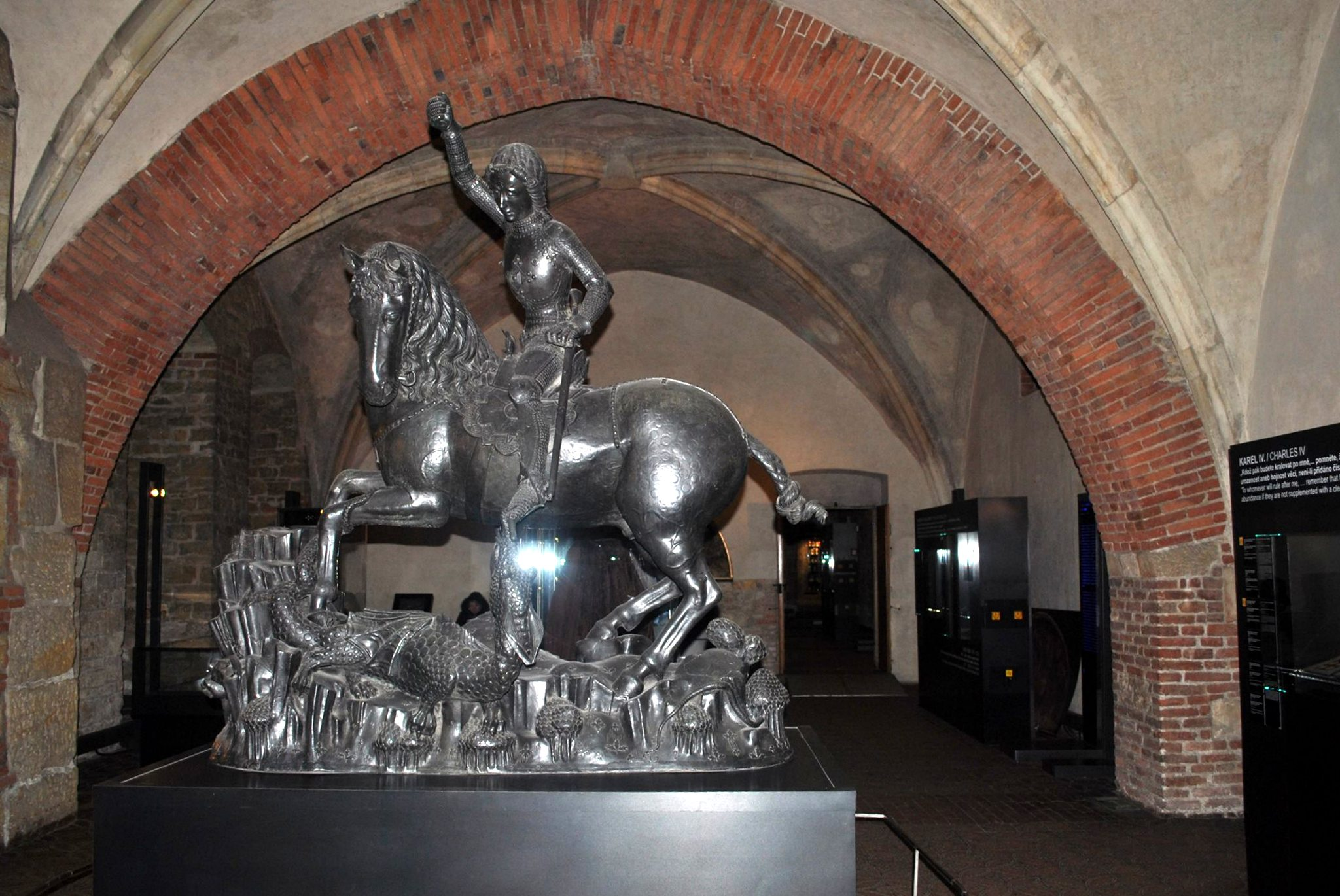
Originál sochy svatého Jiří

Expozice je přizpůsobena prostorovým podmínkám středověkého paláce, a je proto rozdělena do dvou hlavních linií. Hlavní trasa chronologicky přibližuje význačné představitele českého státu, zásadní dějinné události a stavební vývoj hradního areálu od pravěku po 20. století. K hlavní trase jsou v bočních místnostech přidruženy menší tematicky ucelené příběhy, například: „Příběh českých patronů“, „Příběh církve a katedrály“, „Příběh pohřbívání“, „Příběh stolování“ a další. V souvislosti s výstavou probíhají pravidelné placené přednášky, zaměřené na nejrůznější témata spojená s historií Pražského hradu.